# Giovanni Battista Soria

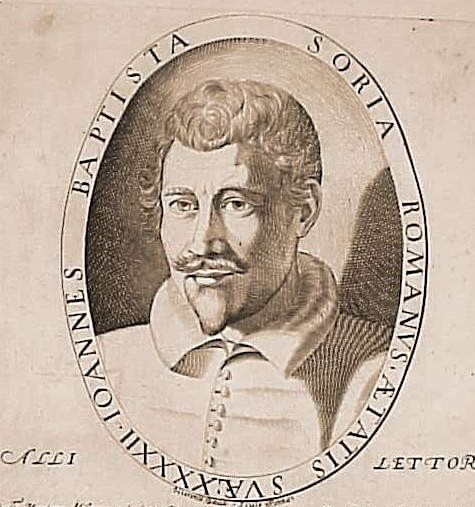
Jérôme David, retrato de Giovanni Battista Soria. Ilustración de Scielta di varij tempietti antichi, Roma, 1624.

Giovanni Battista Soria (Roma 1581-1651) fue un arquitecto del barroco italiano de la primera mitad del siglo XVII.

## Biografía
Se formó con el experto e imaginativo ebanista, arquitecto, diseñador, escultor y teórico de la arquitectura Giovanni Battista Montano (1534-1621). Con él, dibujó muchas de las ruinas de Roma, dibujos del maestro que Soria publicó en un volumen titulado Scielta di varij tempietti antichi... con le piante et alzatte, desegnati in prospettiua (1624). Sin embargo Soria no captó la variedad y la complejidad espacial que emergían de los dibujos del maestro, permaneció anclado en un clasicismo del cinquecento tardío, utilizando en sus iglesias el esquema de fachada de doble orden de pilastras o con una ligera proyección de los cuerpos centrales con un equilibrado gusto escénico. 
Activo prevalentemente en Roma de 1620 a 1640, por el barrio Borghese, trabajó en la fachada de Santa Maria della Vittoria (1626), próxima en estilo, aunque de forma más aplanada, que la cercana iglesia de Santa Susanna de Carlo Maderno. Restauró profundamente la basílica de San Crisogono (1626), disponiendo un gran pórtico con cuatro columnas dóricas flanqueado por dos cuerpos laterales con pilastras, antepuesto a la fachada con tímpan. También renovó el exterior de San Gregorio al Celio (1629-1633: escalinata, fachada y atrio porticado). Su experiencia como ebanista encontró expresión en la hermosa biblioteca trabajada en madera del Palazzo Barberini (1633-1635). También proyectó la fachada de San Carlo ai Catinari (1635-1638) y de Santa Caterina de Siena en Magnanapoli (1638-1640). Las fachadas de las iglesias diseñadas por Soria están muy influenciadas principalmente por el estilo de Jacopo Barozzi da Vignola (Viñola) y del ya mencionado Carlo Maderno; el uso de pilastras en lugar de columnas le permitió diseñar sutiles y graduales efectos de vibración de luz.
Su actividad artística en Roma le llevó a ser nombrado príncipe de la Accademia di San Luca en el año 1648.
También es el autor de la fuente (hacia 1630) en la entrada del jardín de la Universidad Pontificia de Santo Tomás de Aquino (Angelicum).
Su obra maestra es quizás la fachada de San Gregorio al Celio, que también adquiere casi el aspecto de un palacio civil.
Soria también descubrió, en la Iglesia de Santa Maria della Vittoria,  la estatua del Hermafrodita dormido del Palacio Borghese.

## Obras
- 1626: fachada de la iglesia de Santa Maria della Vittoria (Roma);
- 1620-1627; restauración de la basílica de San Crisógono en el Trastevere (Roma);
- 1630-1633: nave central de la iglesia de Santa Maria Assunta (Monte Compatri) (Roma);
- 1629-1633: fachada de la iglesia de San Gregorio al Celio (Roma), con la esclinata y el atrio porticado;
- 1636-1638: fachada de la iglesia de San Carlo ai Catinari (Roma);
- 1638-1640: iglesia de Santa Caterina a Magnanapoli (Roma);
- 1621-?: finalización de la fachada de la iglesia de San José dei Falegnami proyectada en inicio por Giacomo della Porta y construida por su maestro Giovanni Battista Montano. Fue acabada en 1663 por Antonio Del Grande.

Fachadas de iglesias romanas de Soria
iglesia de Santa Maria della Vittoria
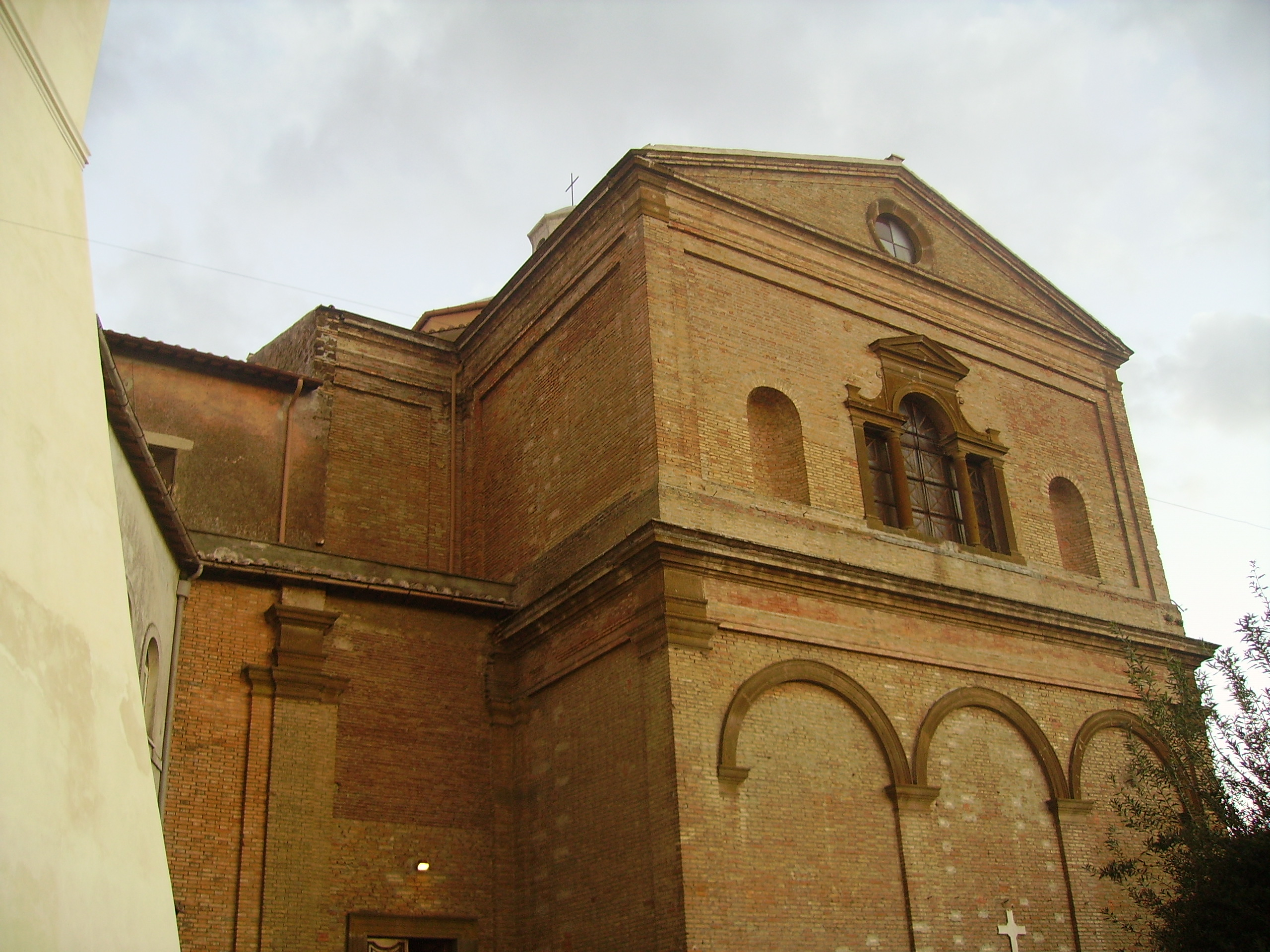
Iglesia de Santa Maria Assunta (Monte Compatri)
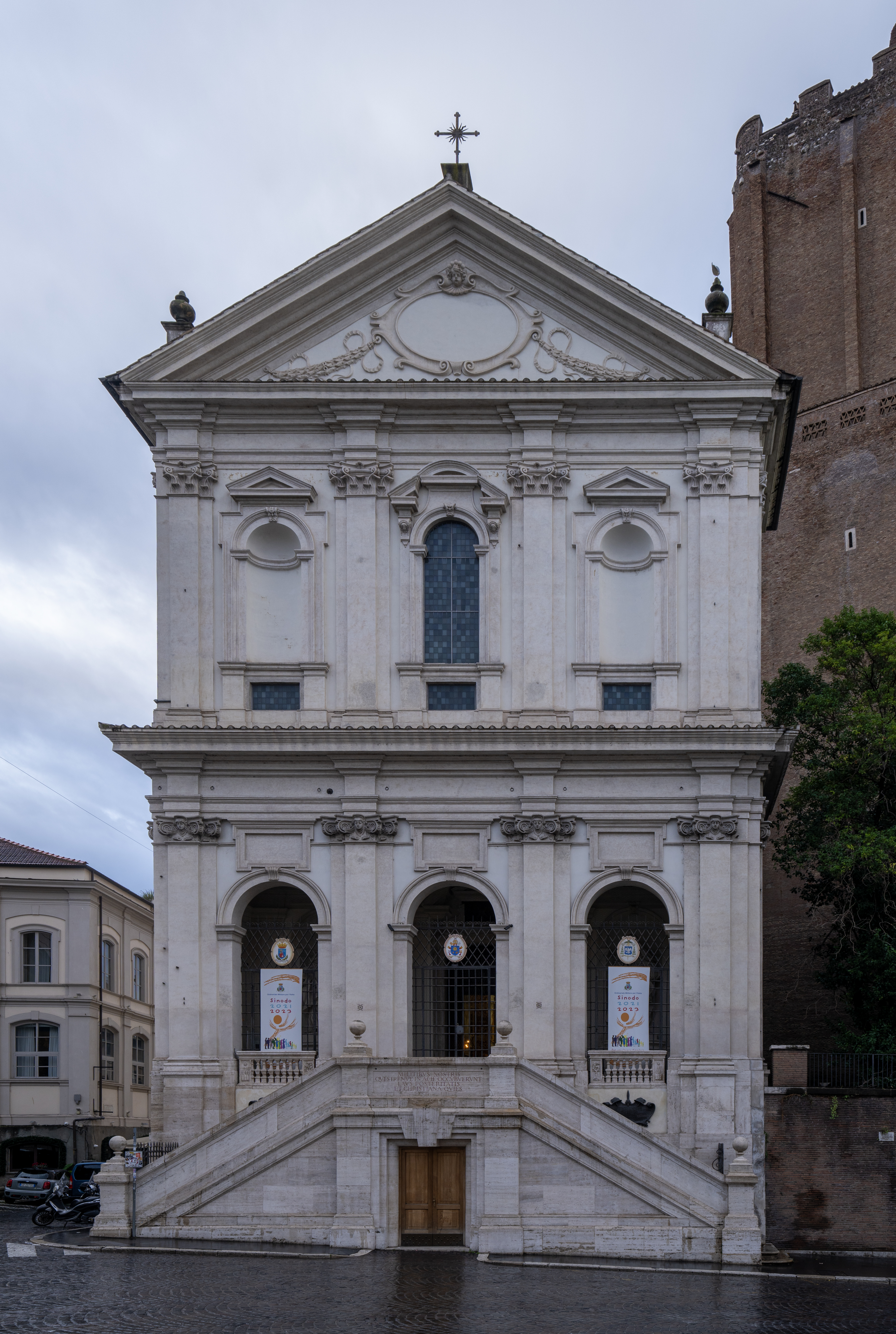
iglesia de Santa Caterina a Magnanapoli
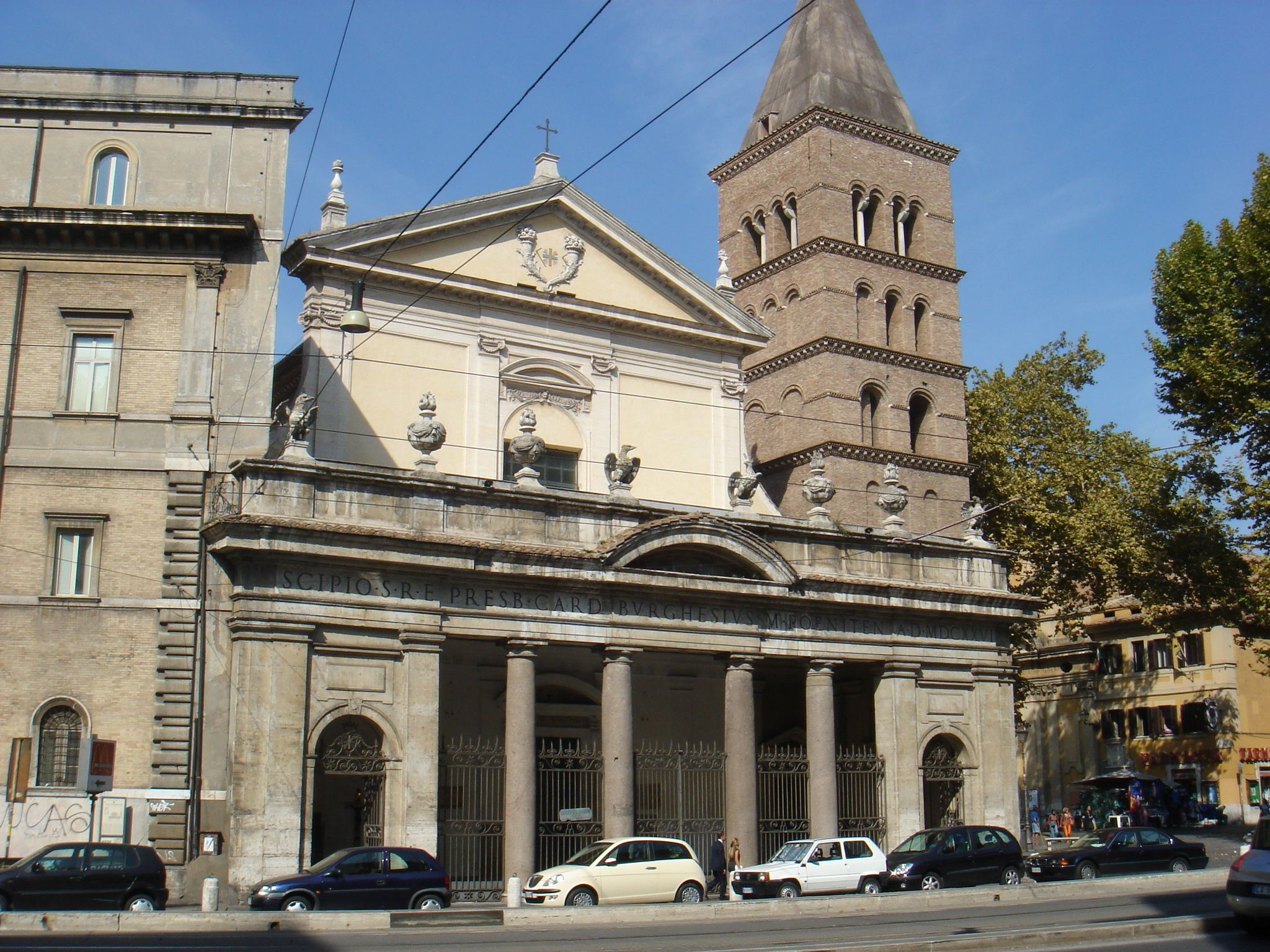
Basilica de San Crisógono
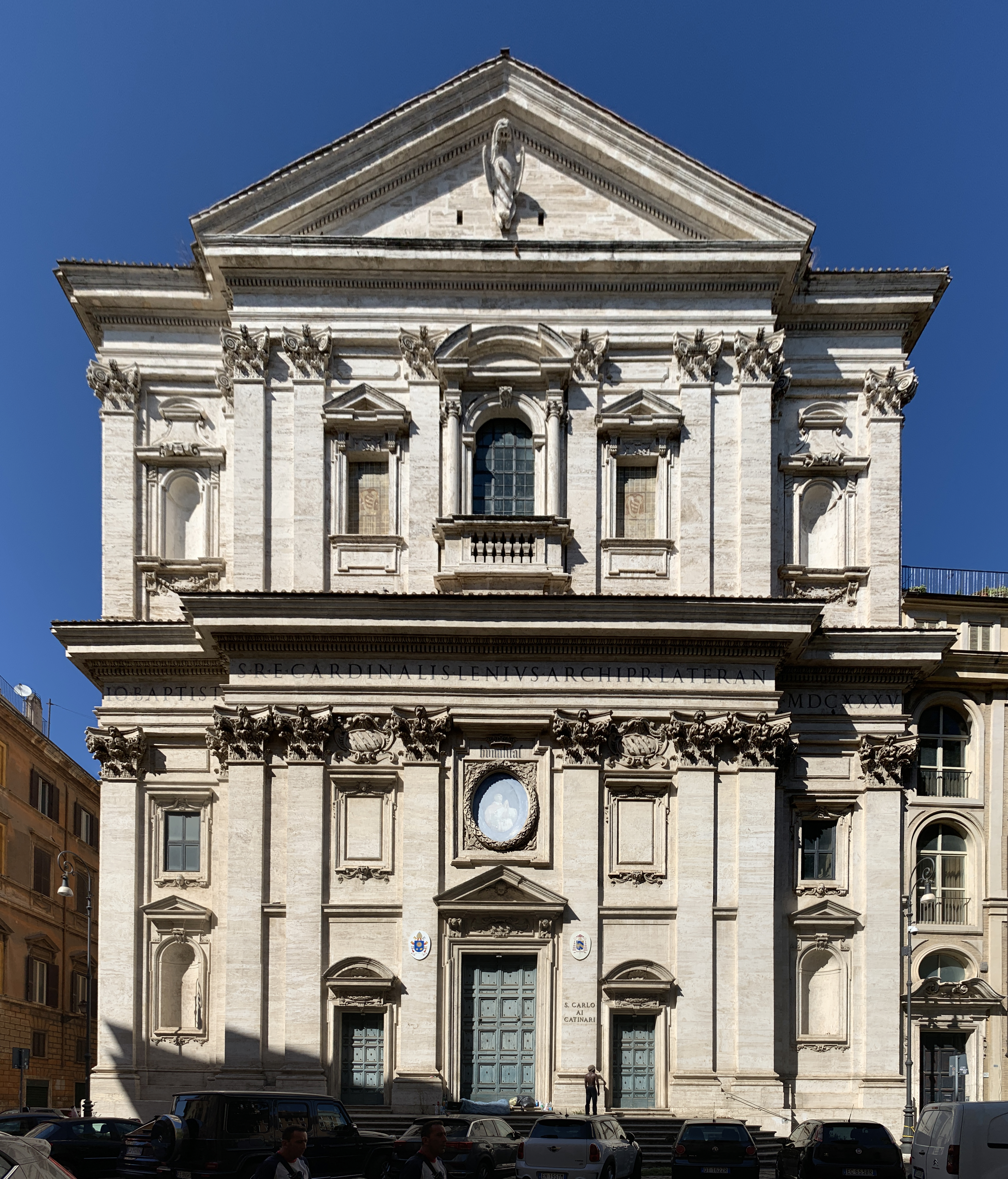
iglesia de San Carlo ai Catinari
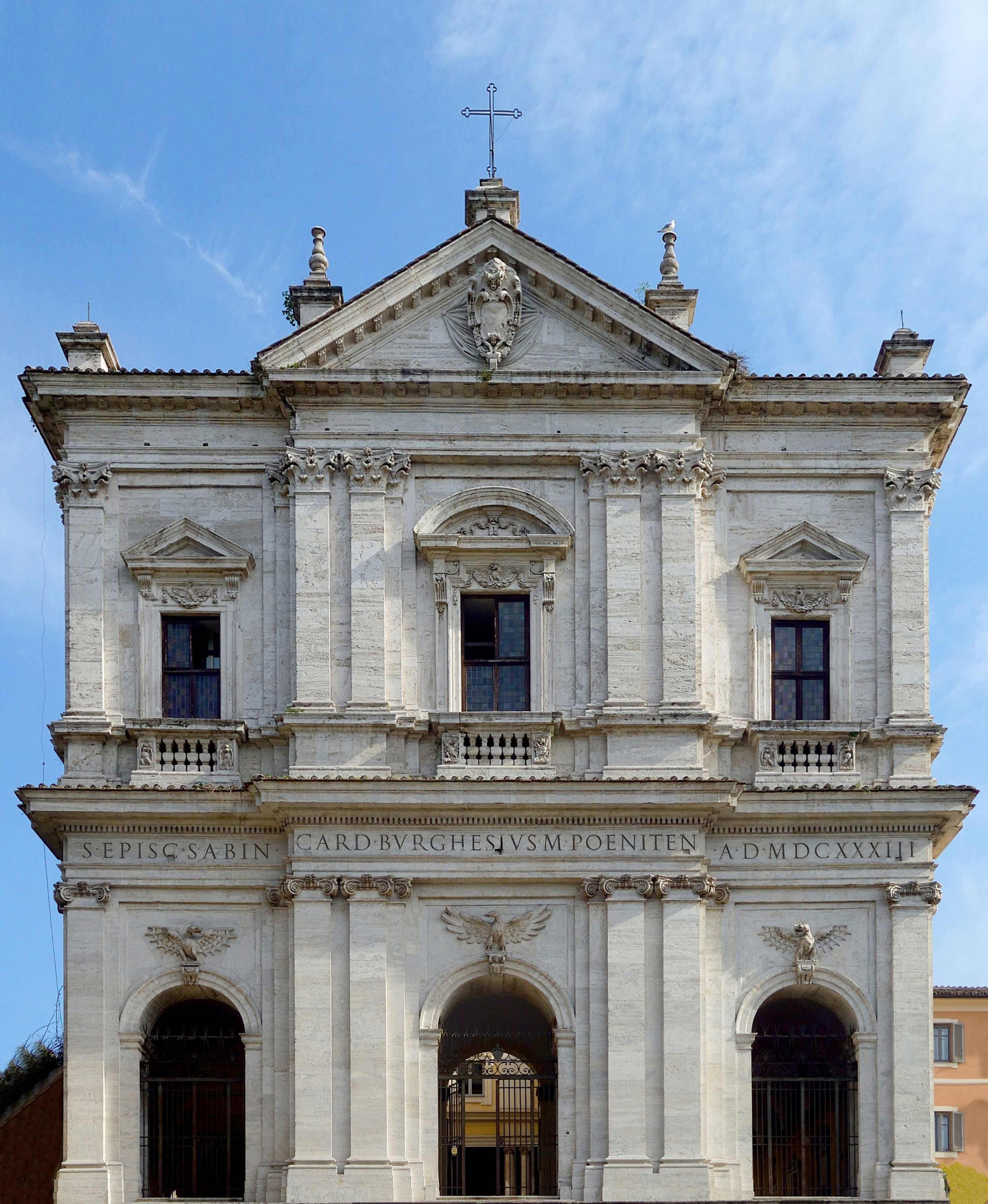
iglesia de San Gregorio al Celio
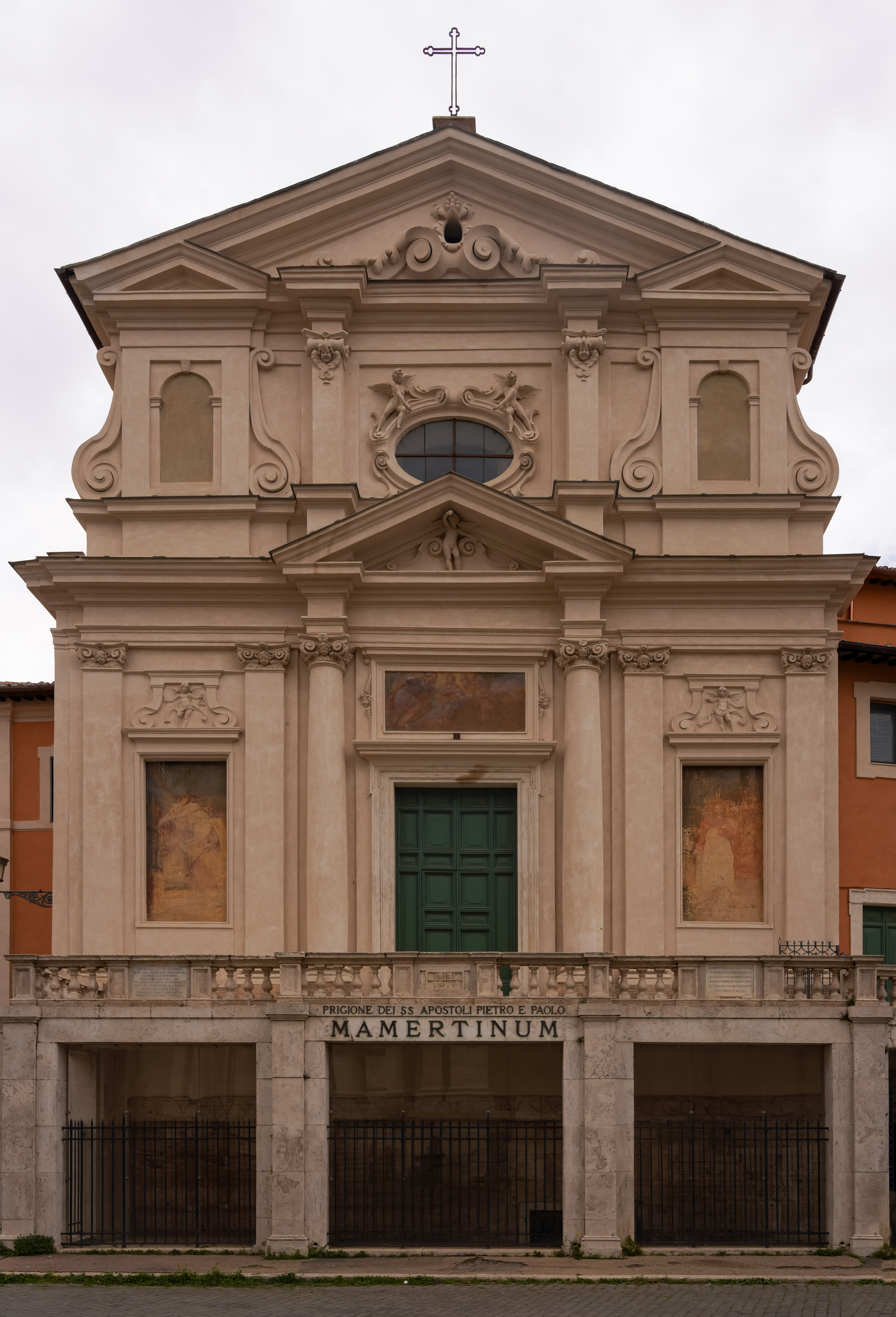
Iglesia de San José dei Falegnami